# サギフエ

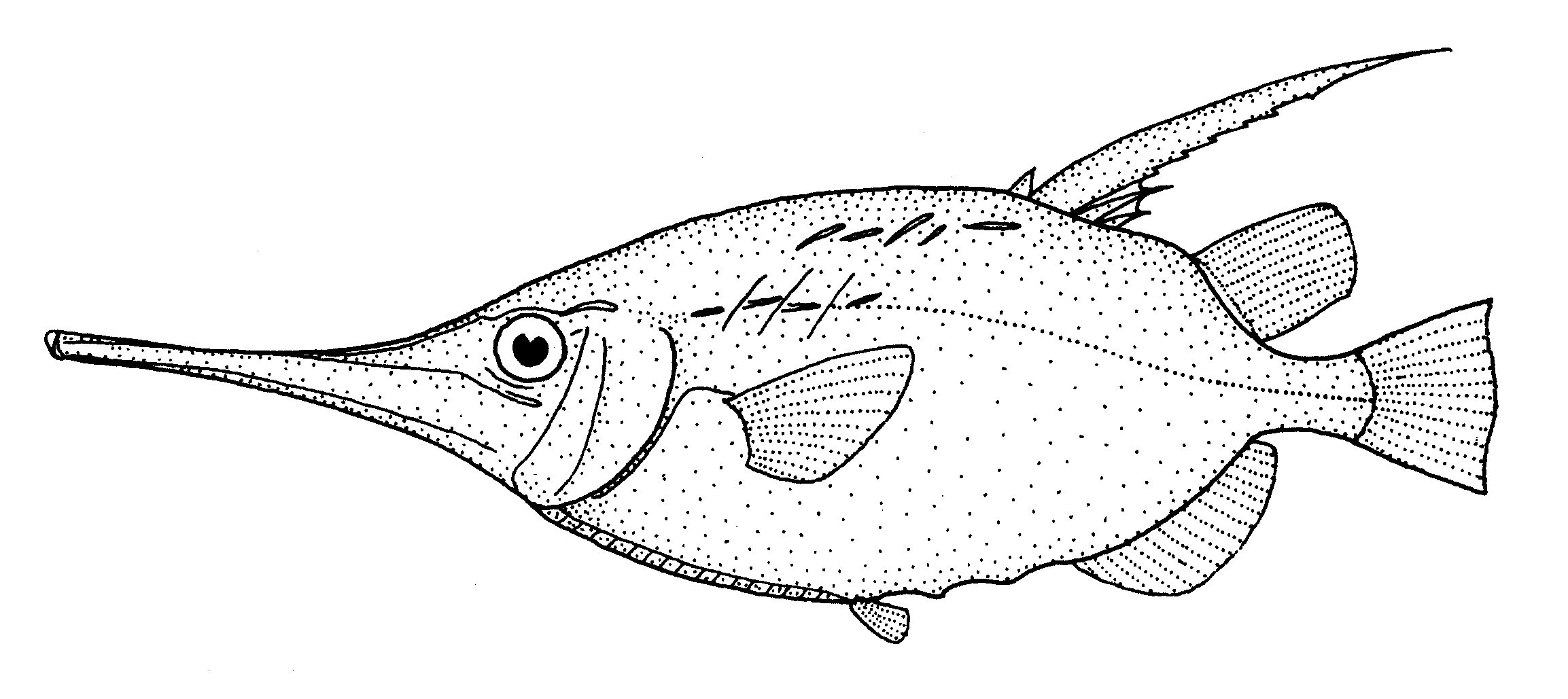
サギフエ

サギフエ（鷺笛、学名：Macroramphosus scolopax、英名：Longspine snipefish）は、トゲウオ目ヨウジウオ亜目サギフエ科サギフエ属に属する魚。世界中に広く分布し、特に温帯の海でよく見かけられる。

## 特徴
サギフエは強く側偏した体と長い吻が特徴で、英名のsnipefishはこの体形に由来する名称である。全長は平均15～20センチメートル cmで、そのうち約6cmを吻が占めている。幼魚の体色は銀色であるが、成魚になると赤色に変わる。体の表面は、胸鰭から背鰭にかけてと腹側の縁が骨板（甲板）に覆われる。
この魚は2つの背鰭をもつ。1つめの背鰭には4 - 7本の棘があり、そのうち前から2番目の棘は長く伸びてのこぎり状になっている。この棘は平均4cmほどになる。2つ目の背鰭には10 - 14本、尻鰭には18 - 20本の鰭条がある。

## 分布
サギフエはさまざまな海域の沿岸付近で見かけられる。大西洋東部のヨーロッパ・アフリカ沿岸や北海・地中海、大西洋西部のメイン湾からアルゼンチンにかけて、さらには太平洋西部やインド洋のアジア・オーストラリアおよび島嶼部の沿岸などにサギフエが生息している。北緯20 - 40度の温帯においては、特に広く分布している。

## 生態
この魚は特に、砂や岩の海岸沿いの水深25 - 600mの領域（大陸棚）によく棲んでおり、昼間は普通この領域で過ごし、夜になると水面近くまで上がってくる。幼魚は外洋の表層水（de:Oberflächenwasser）の中で暮らす。彼らは小さな渦状の群れをなして育つ。幼魚はカイアシ類を餌とし、成魚は底生生物を探して餌とする。
サギフエは同じトゲウオ目のヘコアユと同様、頭部を下に向けて泳ぐ習性をもつ。

## 関連書籍
- Andreas Vilcinskas: Fische. Mitteleuropäische Süßwasserarten und Meeresfische der Nord- und Ostsee. BLV, München 2000, ISBN 3-405-15848-6. （ドイツ語）